# Takashima
Takashima (jap. 高島市 Takashima-shi) – miasto w Japonii, w środkowej części wyspy Honsiu, nad jeziorem Biwa w prefekturze Shiga.

## Położenie
Miasto leży w północno-zachodniej części prefektury, graniczy z miastami:
- Kioto
- Obama
- Ōtsu
- Nantan
- Tsuruga
- Wakasa
- Mihama

## Historia
Miasto otrzymało prawa miejskie 1 stycznia 2005.

## Miasta partnerskie
- Stany Zjednoczone: Petoskey